# Anga Díaz
Pour les articles homonymes, voir Díaz.
Miguel Aurelio Díaz Zayas, dit Anga Díaz (en espagnol : Angá Díaz), né le 15 juin 1961 et mort le 9 août 2006, est un percussionniste cubain.

## Biographie
Originaire de San Juan y Martínez, dans la province de Pinar del Río, il part pour étudier à La Havane, où il intègre ensuite le groupe Opus 13 comme conguero.
En 1987, il rentre dans le groupe cubain Irakere, fondé par le pianiste Chucho Valdés, pionnier du latin jazz à Cuba. Il y remplace Niño Alfonso.
Il s'installe ensuite en Europe, puis tourne dans le monde entier avec des musiciens reconnus sur la scène internationale tels que Steve Coleman, Roy Hargrove, l'Afro-Cuban All Stars de Juan de Marcos González, Rubén González, Ibrahim Ferrer, Ry Cooder, Omara Portuondo, Orlando "Cachaíto" López, Cubanismo, Orishas, Omar Sosa…
Anga Díaz est spécialiste d'un jeu à 5 congas d'une grande richesse et de grande musicalité, avec pour principales influences Tata Güines et Niño Alfonso.
En 2005, il enregistre l'album Echu Mingua.
En 2006, il fonde un groupe qui mélange les cultures avec l'idée de réinventer les langages du latin jazz en l'associant au hip-hop, aux musiques argentines, maliennes, cubaines folkloriques ou au funk, et avec des musiciens d'univers différents : Baba Sissoko (talking drums et n'goni), Felipe Cabrera (contrebasse), son jeune frère El Indio (chant), Puntilla (tambours batá, congas) ou Yaure Muniz (trompette), mais aussi par exemple le DJ Dee Nasty (platines).
Anga Diaz meurt d'une crise cardiaque, chez lui à Barcelone, le 9 août 2006, à l'âge de 45 ans.
Il est le père des jumelles Lisa-Kaindé et Naomi Diaz qui formeront quelques années plus tard le groupe Ibeyi.